# Musée national d'art moderne
Il Musée National d'Art Moderne ([myze nɑsjɔnal daʁ mɔdɛʁn]; "Museo nazionale d'arte moderna") è il museo nazionale d'arte moderna della Francia. Si trova a Parigi ed è ospitato nel Centre Pompidou nel IV arrondissement della città. È stato il 12° nella lista dei musei d'arte più visitati al mondo nel 2020, con 912 803 visitatori, con un calo del 72% rispetto al 2019 a causa della pandemia di COVID-19. È uno dei più grandi musei di arte moderna e contemporanea.

## Storia
Nel 1937, il Musée National d'Art Moderne succedette al museo del Lussemburgo, fondato nel 1818 dal re Luigi XVIII come il primo museo d'arte contemporanea creato in Europa, dedicato agli artisti viventi la cui opera sarebbe dovuta entrare al Louvre 10 anni dopo la loro morte. Immaginato già nel 1929 da Auguste Perret per sostituire il vecchio Palais du Trocadéro, la costruzione di un museo di arte moderna fu decisa ufficialmente nel 1934 nell'ala occidentale del Palais de Tokyo. Completato nel 1937 per l'Esposizione internazionale delle arti e della tecnologia di quell'anno, fu temporaneamente utilizzato per un altro scopo, poiché l'esposizione d'arte nazionale e straniera indipendente si teneva allora preferibilmente al Petit Palais e al Musée du Jeu de Paume. Nonostante l'apertura nel 1939, la costruzione fu interrotta dalla guerra; in seguito alla nomina del suo primo Capo Conservatore nel settembre 1940, il museo venne parzialmente inaugurato nel 1942 con solo un terzo della collezione recuperata da alcuni nascondigli di collezioni nazionali diffusi nella provincia. Ma la sua vera inaugurazione avvenne solo nel 1947, dopo la seconda guerra mondiale e l'aggiunta della collezione delle scuole straniere del museo del Lussemburgo, che si trovava al Musée du Jeu de Paume dal 1922.
Nel 1947, allora ospitata nel Palais de Tokyo, la sua collezione fu notevolmente aumentata dal suo primo direttore, Jean Cassou, grazie al suo rapporto speciale con molti artisti di spicco o le loro famiglie, come Picasso e Braque. Con la creazione del Centro Pompidou, il museo si è trasferito nella sede attuale nel 1977.
Il museo ha la seconda più grande collezione di arte moderna e contemporanea al mondo, dopo il Museum of Modern Art di New York, con oltre 100 000 opere d'arte di 6 400 artisti provenienti da 90 paesi dal Fauvismo nel 1905. Questi lavori includono pittura, scultura, disegno, stampa, fotografia, cinema, nuovi media, architettura e design. Una parte della collezione è esposta, ogni due anni, alternativamente in uno spazio di 18500 m² suddiviso su due piani, uno per l'arte moderna (dal 1905 al 1960, al 5º piano), l'altro per l'arte contemporanea (dal 1960, al 4º piano), e 5 sale espositive, su un totale di 28000 m² all'interno del Centre Pompidou. L'Atelier di Brâncuși si trova in un edificio di proprietà adiacente al museo.
Le opere esposte nel museo vengono spesso cambiate per mostrare al pubblico la varietà e la dimensione della collezione. Molte importanti mostre temporanee di arte moderna e contemporanea hanno avuto luogo nel corso degli anni in un piano separato (il 6°), tra cui molte mostre personali. Dal 2010 il museo espone anche mostre temporanee uniche nella sua sede provinciale, il Centre Pompidou-Metz in un'area di  10000 m², spazio diviso fra tre gallerie e dal 2015, a Malaga, in Spagna, e nel 2018 a Bruxelles, in Belgio.

## Collezioni

### Arte moderna (1905-1960)
Molti stili di arte moderna, tra cui fauvismo, espressionismo, cubismo, dadaismo, astrattismo e surrealismo sono rappresentati con opere di Matisse, André Derain, Maurice de Vlaminck, Raoul Dufy, Albert Marquet, Le Douanier Rousseau, Paul Signac, Georges Braque, Pablo Picasso, Jean Metzinger, Albert Gleizes, Fernand Léger, Juan Gris, Frida Kahlo, Ernst Ludwig Kirchner, August Macke, Alexej von Jawlensky, Emil Nolde, Oskar Kokoschka, Otto Dix, George Grosz, Kurt Schwitters, Marcel Duchamp, Francis Picabia, Carlo Carrà, Umberto Boccioni, Giacomo Balla, Gino Severini, Marc Chagall, Natal'ja Gončarova, Michail Larionov, Aleksandr Rodčenko, František Kupka, Piet Mondrian, Theo van Doesburg, Paul Klee, Vasilij Kandinskij, Kasimir Malevich, Jacques Villon, Robert Delaunay, Sonia Delaunay, Georges Rouault, Balthus, Max Beckmann, Constantin Brâncuși, Alexander Calder, Chaïm Soutine, Amedeo Modigliani, Kees van Dongen, Jean Arp, Giorgio de Chirico, André Breton, Magritte, Max Ernst, Joan Miró, Man Ray, Alberto Giacometti, René Iché, Nicolas de Staël, André Masson, Yves Tanguy, Jean Tinguely, Simon Hantaï, Yves Klein, Jackson Pollock, Mark Rothko, Barnett Newman, Willemt de Newman Kooning e Francis Bacon.

### Arte contemporanea (arte dal 1960 in poi)
Pop Art, nouveau Réalisme, arte concettuale e altre tendenze o gruppi sono rappresentati con opere di Andy Warhol, Richard Hamilton, Rauschenberg, Dan Flavin, Eduardo Arroyo, Dan Graham, Daniel Buren, George Brecht, Arman, César, Bill Viola, Anish Kapoor, Wim Delvoye, Yves Klein, Niki de Saint-Phalle, Yaacov Agam, Vasarely, John Cage, Cindy Sherman, Dieter Roth, Beuys, Roy Lichtenstein, Burhan Dogancay, Dubuffet, Nam June Paik, Wolf Vostell, David Gilbert & George, Louise Bourgeois e Arte e lingua.
Opere di architettura e design includono Philippe Starck, Jean Nouvel e Dominique Perrault.

## Direttori

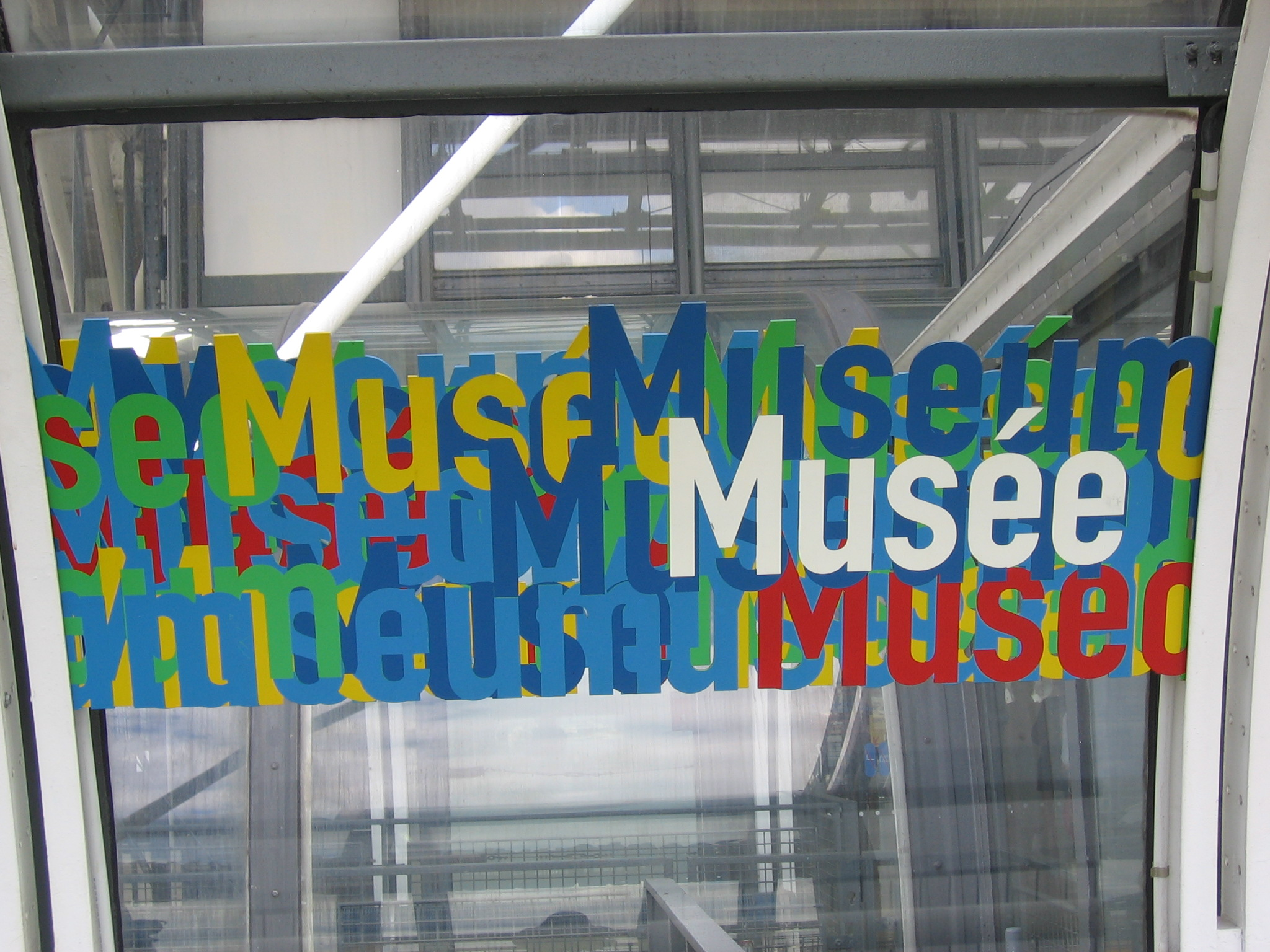

- 2021 – presente: Xavier Rey[2]
- 2013 – 2021: Bernard Blistène
- 2000 – 2013: Alfred Pacquement
- 1997 – 2000: Werner Spies
- 1992 – 1997: Germain Viatte
- 1991 – 1992: Dominique Bozo
- 1987 – 1991: Jean-Hubert Martin
- 1986 – 1987: Bernard Ceysson
- 1981 – 1986: Dominique Bozo
- 1973 – 1981: Pontus Hultén
- 1968 – 1973: Jean Leymarie
- 1965 – 1968: Bernard Dorival
- 1945 – 1965: Jean Cassou
- 1941 – 1944: Pierre Ladoué
- 1940: Jean Cassou

## Galleria d'immagini

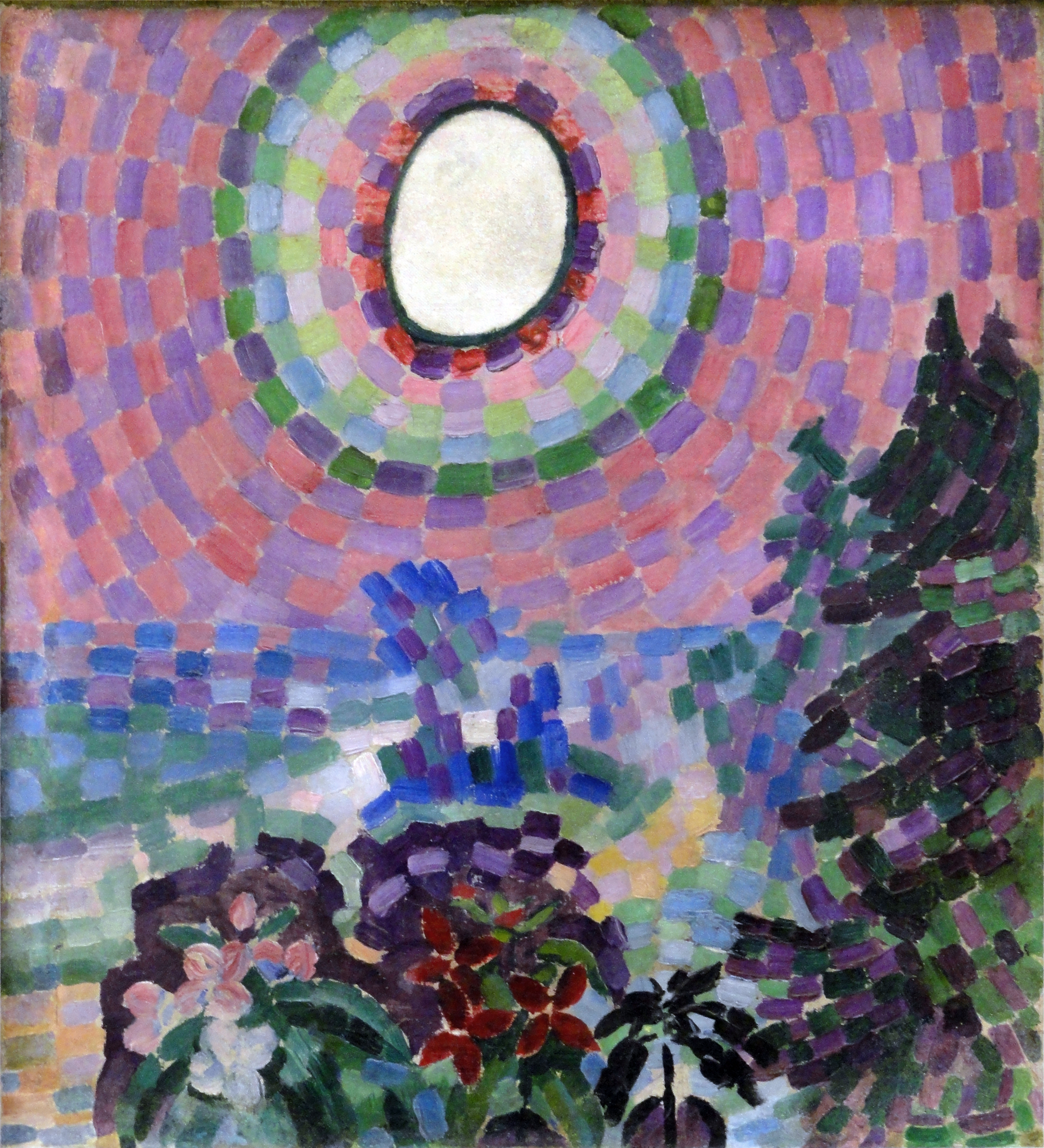
Robert Delaunay, Paysage au disque, 1906
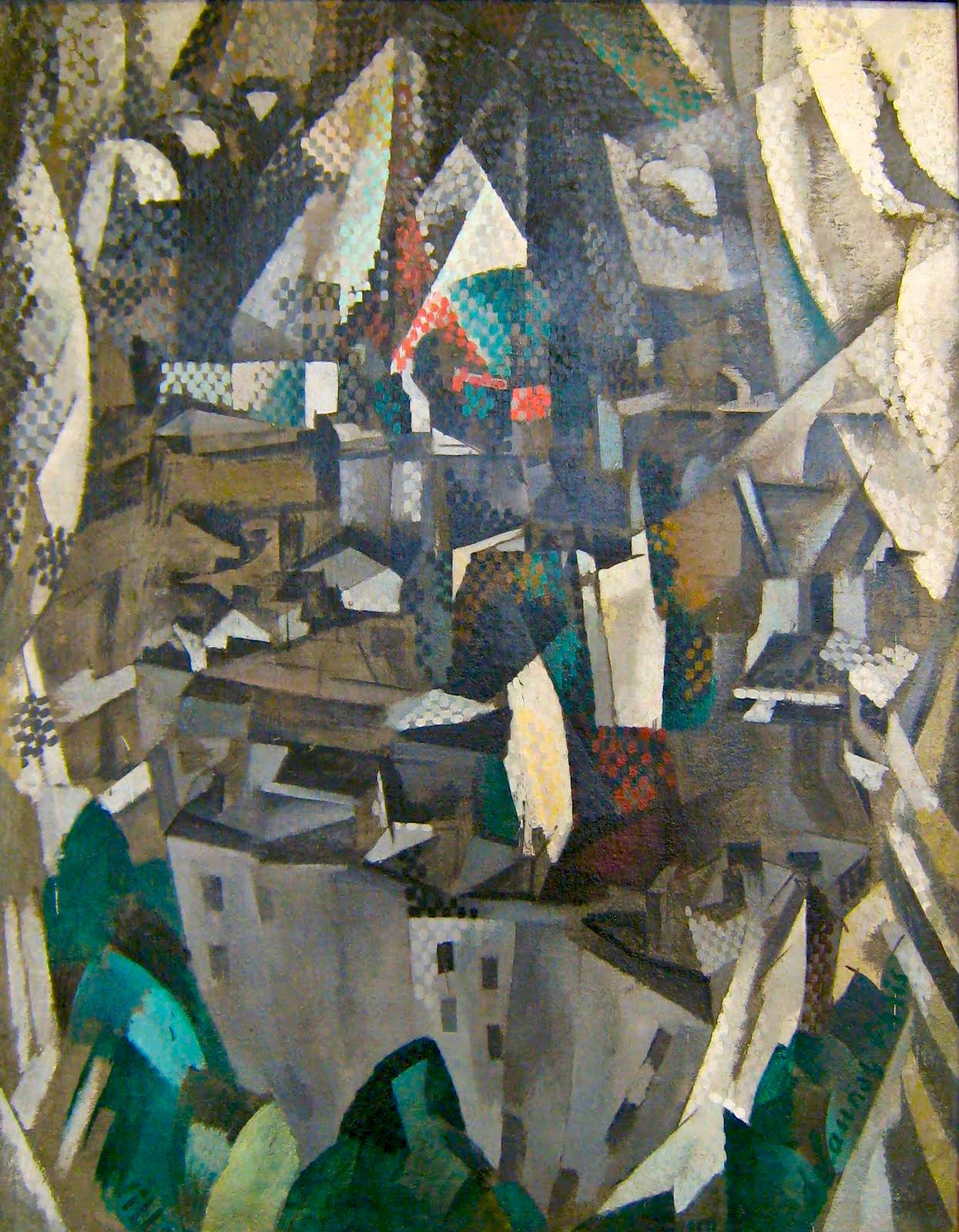
Robert Delaunay, La ville n. 2, 1910–11
Vasilij Kandinskij, Alla voce sconosciuta, 1916
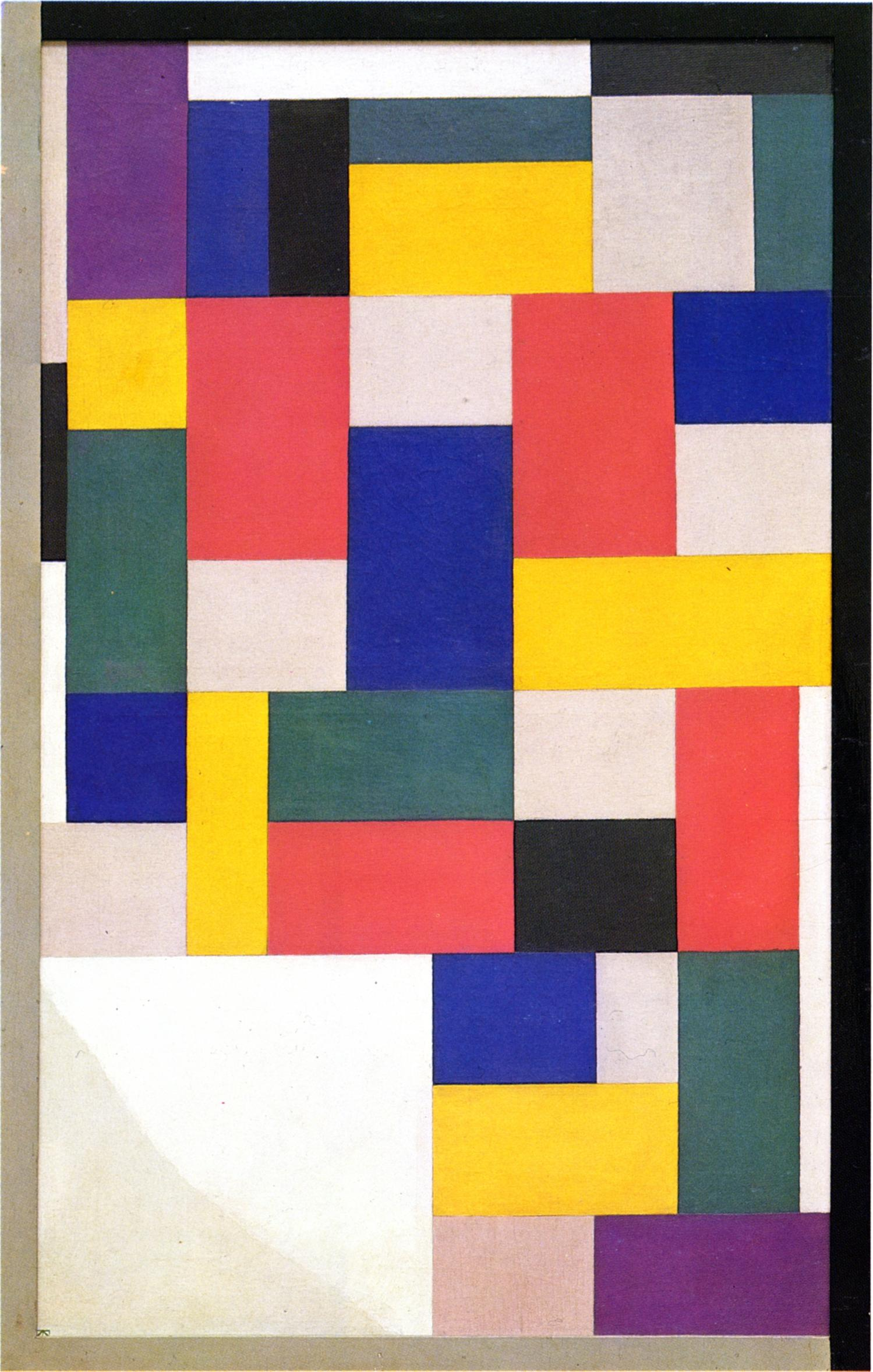
Theo van Doesburg, Pittura pura, 1920